# اینس پلگرینی
اینس پلگرینی (ایتالیایی: Ines Pellegrini؛ زادهٔ ۱۹۵۴) بازیگر اهل ایتالیا است.

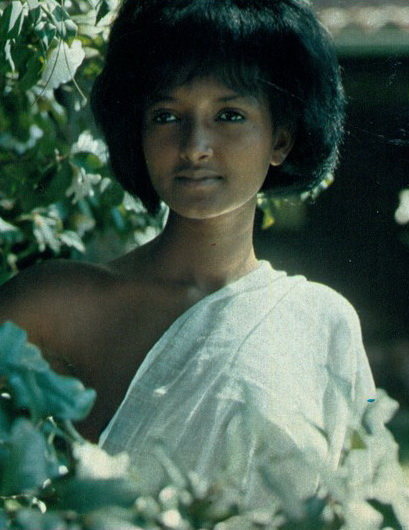
اینس پلگرینی

از فیلم‌هایی که وی در آن نقش داشته است، می‌توان به آنی، رسوایی در خانواده، یک خدمتکار سیاه‌پوست خوشگل، داستان‌های عشقی هزار و یک شب، سالو یا ۱۲۰ روز در سودوم و نبرد ربات‌ها اشاره کرد.